# Daniël Grosheide
Daniël Grosheide (Amsterdam, 31 januari 1913 - Utrecht, 24 november 1986) was een Nederlands bibliothecaris.

## Familie
Grosheide was een zoon van prof. dr. Frederik Willem Grosheide (1881-1972), hoogleraar theologie aan de Vrije Universiteit, en Alexandrine Ottoline Willemine Daniëlle Schut (1885-1950). Hij was een broer van de wiskundige prof. dr. G.H.A. Grosheide (1909-1992), de theoloog dr. H.H. Grosheide (1914-1980), de staatssecretaris voor Justitie en Onderwijs mr. Hans Grosheide (1930-2022) en van de directeur van het ABP A.O.W.D. Grosheide. Een zuster was directrice van een school voor christelijk beroepsonderwijs. Ten slotte was hij een neef van minister dr. W.F. Schut (1920-2006).

## Loopbaan
Grosheide studeerde geschiedenis aan de Vrije Universiteit en ging na zijn afstuderen werken als volontair bij de Universiteitsbibliotheek van de Universiteit Utrecht. Op 1 mei 1943 werd hij daar benoemd tot vaste assistent en vervolgens tot conservator. Op 1 februari 1949 volgde hij dr. J.H. Kernkamp op als bibliothecaris van de Utrechtse universiteit. Op 25 mei 1951 promoveerde hij aan de Vrije Universiteit Amsterdam op het proefschrift Cromwell naar het oordeel van zijn Nederlandse tijdgenoten.
Als universiteitsbibliothecaris was hij lid van verschillende commissies en stichtingen die werkzaam waren op het gebied van bibliotheek en documentatie. Een belangrijke stap was de automatisering van de catalogi waarvoor het Project voor geIntegreerde Catalogus Automatisering (PICA) was opgezet; hij was van 1969 tot 1976 voorzitter van de stuurgroep PICA.
Grosheide was van 1969 tot 1975 redactielid van Open.
In 1978 nam hij afscheid als bibliothecaris. Bij die gelegenheid werd hem een afscheidsbundel aangeboden met de titel: Uit bibliotheektuin en informatieveld.
Op 31 januari 1976 werd Grosheide benoemd tot officier in de Orde van Oranje-Nassau.

## Nevenwerkzaamheden
Hij was lid van het stichtingsbestuur van het Utrechts Universiteitsmuseum, secretaris-penningmeester van het Historisch Genootschap/Harteveldfonds, bestuurslid (1958), voorzitter (1961-1984) en erelid van de Christelijke Blindenbibliotheek en lid van het deputaatschap voor het toezicht op het Algemeen kerkelijk archief van Synode der Gereformeerde Kerken.